# 愛を+ワン
「愛を+ワン 」（あいをプラス・ワン）は、1992年1月21日にリリースされた益田（岩崎）宏美の47枚目のシングル。

## 解説
- 「愛を+ワン」は日本テレビ系アニメ『ママは小学4年生』のオープニングテーマ[1]。
- カップリングの「この愛を未来へ」は同作品のエンディングテーマで、モーツァルトのピアノソナタK.545をもとに樋口康雄が作曲したもの。また、クリネックスティシューのＣＭソングでもあった。
- 8cmシングルCDとしてリリースされた。
- ジャケット表面のイラストはおおた慶文による。『ママは小学4年生』に登場するキャラクターのイラストは使われていない。

## 収録曲
- 両楽曲共に、作詞：岩谷時子／作曲・編曲：樋口康雄

1. 愛を+ワン
2. この愛を未来へ
3. 愛を+ワン（オリジナル・カラオケ）
4. この愛を未来へ（オリジナル・カラオケ）